# NBA 2K16
NBA 2K16 es un videojuego de baloncesto desarrollado por Visual Concepts y publicado por 2K Sports para PlayStation 3, PlayStation 4, Xbox 360, Xbox One, Microsoft Windows, Android e iOS.

## Equipos

### NBA

#### Conferencia este
|  | División Atlántico Boston Celtics New York Knicks Toronto Raptors Brooklyn Nets Philadelphia 76ers | División Central Chicago Bulls Cleveland Cavaliers Detroit Pistons Indiana Pacers Milwaukee Bucks | División Sureste Miami Heat Washington Wizards Charlotte Hornets Orlando Magic Atlanta Hawks |

#### Conferencia oeste
|  | División Noroeste Oklahoma City Thunder Portland Trail Blazers Denver Nuggets Minnesota Timberwolves Utah Jazz | División Pacífico Los Angeles Lakers Los Angeles Clippers Golden State Warriors Phoenix Suns Sacramento Kings | División Suroeste San Antonio Spurs Dallas Mavericks Houston Rockets Memphis Grizzlies New Orleans Pelicans |

### Euroliga
|  | Alemania Alba Berlin Bayern Munich Brose Baskets | España FC Barcelona Real Madrid Laboral Kutxa Unicaja | Francia Nanterre Strasbourg | Grecia Olympiacos Panathinaikos | Israel Maccabi | Italia Montepaschi Emporio Armani |

|  | Lituania Lietuvos Žalgiris | Polonia Stelmet | Rusia Lokomotiv CSKA | Serbia Telekom Partizan (nuevo) | Ucrania Budivelnyk | Turquía Anadolu Fenerbahçe Galatasaray (nuevo) |

## Banda sonora

### DJ Premier Playlist
DJ Premier - Hold the City Down
 Gang Starr - Same Team, No Games (feat. NYGz, Hannibal Stax)
 Nas - Made You Look
 Living Colour - Cult Of Personality
 Jeru The Damaja - You Can't Stop The Prophet
 DJ Premier - Bum Bum Bum (Instrumental)
 Ramones - Blitzkrieg Bop
 NYGz - Policy
 DJ Premier & Bumpy Knuckles - More Levels
 PRhyme - U Looz

### DJ Khaled Playlist
DJ Khaled - 365 (feat. Ace Hood, Vado, Kent Jones)
 DJ Khaled - We Takin' Over (feat. Akon, T.I., Rick Ross, Fat Joe, Baby, Lil Wayne)
 Ace Hood - Hustle Hard
 Rick Ross - The Boss (ft. T-Pain) 
 Jay-Z - Where I'm From
 DJ Khaled - Black Rims (Instrumental)
 Wiz Khalifa - We Dem Boyz
 Ace Hood - Bugatti (feat. Future & Rick Ross)
 Nas - Represent
 DJ Khaled - All I Do Is Win (feat. T-Pain, Ludacris, Snoop Dogg, Rick Ross)

### DJ Mustard Playlist
DJ Mustard - You Don't Want It (feat. RJ)
 J. Cole - Rise and Shine
 Fergie - L.A.LOVE (la la)
 Imagine Dragons - I'm So Sorry
 M.I.A. - Y.A.L.A.
 DJ Mustard - Ball at Night (Instrumental)
 Machine Gun Kelly - Till I Die (Cavs Version)
 Drake - 0 To 100
 IAMSU! - I Love My Squad
 Santigold - Disparate Youth

### 2K Mix Clásicos
Gnarls Barkley - Going On
 Friendly Fires - Skeleton Boy
 LCD Soundsystem - Time to Get Away
 Santigold - Shove It ft. Spank Rock
 OneRepublic - Everyone Loves Me
 RJD2 - Clean Living
 Zion I - Ride
 The Flaming Lips - The W.A.N.D. (The Will Always Negates Defeat)
 Høgni - Bow Down (to no man)
  The Chicharones - Little by Little

### Alrededor Del Mundo
Rael - Vejo Depois
  Calvin Harris ft. John Newman - Blame
  Zedd - I Want You To Know ft. Selena Gomez
  Emicida & Féfé - Bonjour
  Ana Tijoux - Vengo 
   Major Lazer & DJ Snake ft. MØ - Lean On 
 Club Dogo - Fragili ft. Arisa
  AM444 - Lies (Jay Soul Truth Remix)
 Bag Raiders - Shooting Stars
  Dynamic Duo & DJ Premier - AEAO
- Datos: Q20049240